# Oropezella annulitarsis
Oropezella annulitarsis är en tvåvingeart som beskrevs av Smith 1962. Oropezella annulitarsis ingår i släktet Oropezella och familjen puckeldansflugor. Inga underarter finns listade i Catalogue of Life.